# Rurrenabaque
Rurrenabaque – miasto w Boliwii, w departamencie Beni, w prowincji José Ballivián, położone nad rzeką Beni. W 2010 roku Rurrenabaque liczyło 13 725 mieszkańców.